# Guerre d'Ōnin
 (août 2021).
Si vous disposez d'ouvrages ou d'articles de référence ou si vous connaissez des sites web de qualité traitant du thème abordé ici, merci de compléter l'article en donnant les références utiles à sa vérifiabilité et en les liant à la section « Notes et références ».
La guerre d'Ōnin (応仁の乱, Ōnin no ran) est une guerre civile qui a eu lieu au Japon de 1467 à 1477, pendant l'époque de Muromachi. Une dispute entre Hosokawa Katsumoto et Yamana Sōzen dégénéra en une guerre d'envergure nationale impliquant le shogunat Ashikaga et divers daimyos.
Cette guerre a initié l'époque Sengoku, la période des guerres entre États. Cette période est une longue lutte pour la domination individuelle des daimyos, résultant en un énorme conflit entre toutes les maisons pour dominer l'ensemble du Japon. C'est pendant cette période qu'émergent les trois plus grands seigneurs de la période Sengoku, qui finiront par unir le Japon sous une seule poigne. Ces hommes sont Oda Nobunaga, Toyotomi Hideyoshi et Tokugawa Ieyasu.

## Causes
La guerre d'Ōnin débute lorsque le shogun Ashikaga Yoshimasa, désespérant de ne pas avoir d'enfant, adopte son frère Yoshimi pour en faire l'héritier du shogunat. Yoshimasa va même jusqu'à le tirer hors d'un monastère pour accomplir sa proclamation. Un an après cependant, la femme de Yoshimasa accouche d'un garçon, Yoshihisa. Yoshimasa change alors d'avis et décide que son fils nouvellement né sera celui qui lui succédera. À la même époque, les clans Yamana et Hosokawa passent des années à rivaliser entre eux, interférant dans les affaires d'autres familles et clans avec plus ou moins de succès. La présence de deux  héritiers potentiels au trône shogunal renforce l'opposition entre les deux clans, qui soutiennent chacun l'un des deux candidats au titre. Sōzen Yamana, surnommé le « moine rouge » à cause de son tempérament orageux et de son appartenance à la prêtrise, décide de soutenir le fils du shogun, Yoshihisa. De l'autre côté, Katsumoto Hosokawa choisit de mettre son clan derrière Yoshimi, le frère du shogun. Pour aggraver les choses, Sōzen Yamana et Katsumoto Hosokawa sont liés par des liens familiaux : Sōzen est le beau-père de Katsumoto.

## Déroulement
Après avoir rassemblé leurs armées, Yamana, avec 80 000 samouraïs et mercenaires et Hosokawa, avec 85 000 hommes, se rencontrent à Kyōto. Pour cette époque de l'Histoire, ces nombres sont incroyablement élevés, alors que la plupart des armées européennes ne comptent que quelques petites dizaines de milliers d'hommes. Cependant, aucun des deux côtés ne veut risquer de commencer la bataille, craignant de passer pour un rebelle aux yeux du shogun, ce qui lui aurait valu de perdre tout soutien au Japon. La guerre débute cependant, alors que les Yamana amènent 20 000 hommes supplémentaires, et que la maison des Hosokawa disparaît « mystérieusement » dans un incendie. Cet acte place sur le clan Yamana le titre non désiré de rebelles.
En juillet 1467, le combat est devenu sérieux, et c'est alors que la guerre d'Ōnin démarre officiellement. En septembre, le nord de Kyōto est en ruine, et tous ceux qui le peuvent fuient la ville.
Yamana Sōzen et Hosokawa Katsumoto meurent tous les deux en 1473, mais la guerre continue sans qu'un des côtés puisse voir comment la terminer. Cependant, la perte d'honneur du clan Yamana due au titre de rebelle commence à faire son effet. Ōuchi Masahiro, un des généraux Yamana, finit par incendier sa section de Kyōto et quitte la région. Cela se passe en 1477, quelque dix ans après le début du conflit, et Kyōto n'est plus alors qu'un endroit où les foules pillent et prennent ce qui a été laissé. Ni le clan Yamana, ni le clan Hosokawa n'a atteint son but, en dehors de tuer quelques membres du clan opposé.

## Généralisation du conflit
Pendant tous ces événements, le shogun ne fait absolument rien. Yoshimasa Ashikaga ne prête que peu d'attention à la réalité, et il est évident qu'il ne se préoccupe pas de ce qui se passe dans son pays. Pendant que Kyōto brûle, il passe son temps à lire de la poésie, à pratiquer d'autres activités culturelles et à établir les plans du Ginkaku-ji, un « Pavillon d'argent » qui doit rivaliser avec le Kinkaku-ji, le « Pavillon d'or » construit par son grand-père, Yoshimitsu Ashikaga.
La violence dans Kyōto entre les Yamana et les Hosokawa laisse le Japon en désarroi. La guerre d'Ōnin, et l'attitude complaisante du shogun envers la guerre, « autorisent » les guerres privées et les escarmouches entre les autres daimyos. Il n'y a plus un seul endroit au Japon qui ne soit pas touché par la violence. À cette époque, l'épée apparaît comme le meilleur moyen de régler une dispute.
Bien que les affrontements à Kyōto aient cessé, la guerre se répand à travers le Japon. Dans la province de Yamashiro, le clan Hatakeyama s'est scindé en deux parties qui s'affrontent sans que l'une puisse prendre avantage sur l'autre. Cette impasse, cependant, aura de sérieuses conséquences. En 1485, les paysans et les ji-samurai (samouraïs de basse caste), lassés, se révoltent. Rassemblant leur propre armée (les ikki), ils forcent les armées du clan à quitter la province. Les ikki deviennent une force puissante, dépassant le stade de paysans armés. En 1486, ils établissent même un gouvernement temporaire dans la province de Yamashiro.
Les ikki se forment et apparaissent dans d'autres endroits du Japon, comme la province de Kaga, où une secte du jōdo shinshū, les ikko, commencent leur propre révolte pendant la guerre d'Ōnin après avoir été enrôlés par l'un des principaux seigneurs de Kaga, Togashi Masachika. Les ikko sont une secte qui s'efforce de convertir les simples paysans, et la formation des ikkō-ikki devenait dès lors inévitable. En 1488, les ikkō-ikki de la province de Kaga expulsent Masachika et les autres seigneurs, et prennent le contrôle de la province, après quoi ils commencent à construire un château-cathédrale fortifié le long de la Yodo-gawa et l'utilisent comme quartier général. Les ikko-ikki et les Yamashiro-ikki étaient des révolutionnaires, d'un genre appelé gekokujo (« les petits oppressent les grands »).

## Conséquences
Après la guerre d'Ōnin, le bakufu Ashikaga tombe en morceaux : pour toutes les questions pratiques, c'est le clan Hosokawa qui exerce le réel pouvoir et les shoguns Ashikaga deviennent leurs pantins. Quand Yoshitane, le fils de Yoshimi devient shogun en 1490, le kanrei Hosokawa se débarrasse rapidement de lui et le remplace par un autre Ashikaga, Yoshizumi en 1493. En 1499, Yoshitane se rend à Yamaguchi, la capitale des Ōuchi, et cette puissante famille donne son soutien militaire à Yoshitane. 
En 1507, le kanrei Matsumoto Hosokawa est assassiné et en 1508 Yoshizumi quitte Kyōto et les Ōuchi remettent le titre de shogun entre les mains de Yoshitane. Alors commence une série de conflits étranges pour le contrôle du gouvernement pantin du shogunat. Après la mort de Hosokawa Matsumoto, ses fils adoptifs Takakuni et Sumimoto commencent à se battre pour la succession au titre de kanrei, mais Sumimoto lui-même est un pantin aux mains d'un de ses vassaux. Ceci est caractéristique des guerres qui ont découlé de la guerre d'Ōnin : des conflits pour le contrôle d'un pantin gouvernant plutôt qu'une lutte pour des idéaux ou des territoires. Le clan Hosokawa contrôle le shogunat jusqu'en 1558, où il est alors trahi par une famille vassale. Les puissants Ōuchi sont eux aussi détruits par un vassal en 1551 et, à la fin de la période Sengoku, seuls une douzaine de clans de daimyos sont toujours en place. Mais la plus importante conséquence de la guerre d'Ōnin est la guerre civile permanente qui se répand hors de la capitale. Les Hosokawa ont par exemple essayé de fomenter des troubles civils dans les domaines Ōuchi, et ces troubles ont ensuite forcé les Ōuchi à se soumettre et à partir.
À partir de la fin de la guerre d'Ōnin, ce type de conflit civil, qu'il soit déclenché par des vassaux voulant supplanter leurs daimyos ou par ces derniers pour entretenir l'agitation chez leurs voisins, devient endémique dans tout le Japon. Le coût de ce siècle de conflits enchaînés est énorme pour les daimyos et les affaiblit tellement que les trois grandes figures de l'unification du Japon, à commencer par Oda Nobunaga, peuvent facilement imposer un gouvernement militaire unifié.